# 利盖特
利盖特，是匈牙利巴兰尼亚州所辖的一个村。总面积12.07平方公里，总人口438，人口密度36.3人/平方公里（2011年1月1日）。